# 가타세야마역
가타세야마역(일본어: 片瀬山駅, かたせやまえき)은 일본 가나가와현 가마쿠라시에 있는 쇼난 모노레일 에노시마 선의 역이다.

## 역 구조
단선 승강장 1면 1선의 지상역이다(오후나 방향은 고가). 본 역 부근에는 모노레일로 드물게 선로가 지표에 극히 가까운 높이로 통하여 역 플랫폼에서 구외에 계단도 열단 정도 밖에 없다, 슬로프도 설치되어 있다.
상,하행 모두 동일 플랫폼에 발착하기 때문에, 전철 접근 표시 안내와 접근 방송이 진행된다. 주택지 내 때문에 미쓰비시 전기 엔지니어링산 초지향성 음향 시스템 "고고다케"가 사용되고 있다.
무인역으로 개찰구는 없어 승차 시에는 자동 매표기로 승차권을 구입하고 하차 시에는 차장에게 차표를 건네게 된다.

## 역 주변
- 후지사와 시립 가타세 중학교
- 쇼난 시라유리가쿠엔 중・고등학교
- 미쓰이 부동산 가타세야마 분양지
- 세이부 니시카마쿠라 분양지

## 역사
- 1971년 7월 1일: 영업 개시.

## 인접역
| 쇼난 모노레일 ■ 에노시마 선 | 쇼난 모노레일 ■ 에노시마 선 | 쇼난 모노레일 ■ 에노시마 선      |
| --------------------------- | --------------------------- | -------------------------------- |
| 니시카마쿠라 오후나 방면    |                             | 메지로야마시타 쇼난에노시마 방면 |